# Andreas Guenther (Schauspieler)

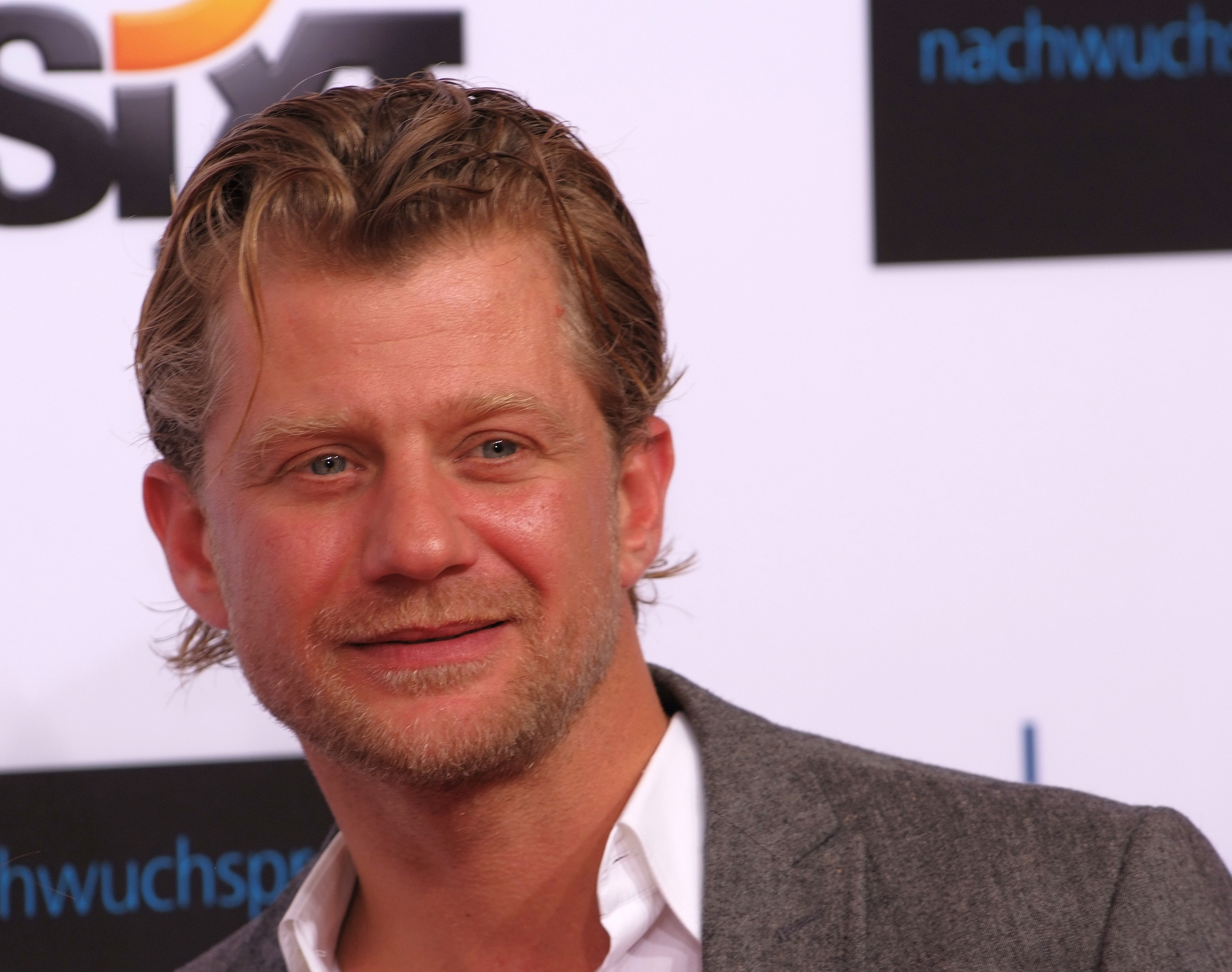
Andreas Guenther auf dem roten Teppich zum Studio Hamburg Nachwuchspreis 2012

Andreas Guenther (* 18. September 1973 in Graz) ist ein deutsch-österreichischer Schauspieler.

## Leben
Andreas Guenther wurde 1973 in Graz geboren und verbrachte seine ersten Lebensjahre auf einem Bauernhof in der Steiermark. 1976 zog seine alleinerziehende Mutter mit ihm und seinem Bruder nach Konstanz am Bodensee, wo er in bescheidenen Verhältnissen aufwuchs. Mit vierzehn Jahren kam Guenther zu einer Pflegefamilie. Nach dem Abitur an der Waldorfschule in Überlingen zog er nach München und jobbte dort in Bars und als Fahrer bei diversen Filmproduktionen.
Guenther lebt seit 2001 in Berlin.

## Karriere
Mitte der 1990er Jahre wurde Guenther in München von einem Regisseur angesprochen und gab 1996 in einer Nebenrolle als Page sein Filmdebüt in Sönke Wortmanns Neuverfilmung von Charley’s Tante. Im Folgejahr spielte er seine erste Hauptrolle in dem Kurzfilm Martin – Das erste Mal. In seinem Berufswunsch gefestigt, nahm er von 1997 bis 2000 privaten Schauspiel- und Sprechunterricht und absolvierte mehrere Schauspiel-Workshops. Seitdem hat er in zahlreichen Film- und Fernsehproduktionen mitgewirkt, so 1999 im Film Anatomie, 2001 in Die Wannseekonferenz , 2002 neben Götz George in dem Spielfilm Gott ist tot oder 2003 in dem britisch-deutschen Politthriller Baltic Storm mit. 2007 verkörperte er die Hauptrolle in dem Kurzfilm Birnbaum.  Til Schweiger besetzte ihn 2009 in einer Nebenrolle in seiner erfolgreichen Filmkomödie Zweiohrküken. In dem zweiteiligen ZDF-Drama Familie! mit Iris Berben, Anna Maria Mühe und Jürgen Vogel in den Hauptrollen, das im Oktober 2016 erstausgestrahlt wurde, spielte Guenther den aus dem Arbeitermilieu stammenden Jörn Dombrowski. In dem im Oktober 2023 auf dem Filmfest Hamburg uraufgeführten Zweiteiler Unschuldig – Der Fall Julia B. verkörperte er die Rolle des tatverdächtigen Alkoholikers Klaus Theissen.
Neben zahlreichen Gastrollen in Formaten wie Evelyn Hamanns Geschichten aus dem Leben, Um Himmels Willen, Donna Leon, Ein starkes Team, In aller Freundschaft und im Tatort, übernimmt Guenther auch feste Serienrollen. Seit 2010 ist er in der Reihe Polizeiruf 110 als Teil des Ermittlerteams um die Rostocker Kommissare Bukow und König als Kriminaloberkommissar Anton Pöschel zu sehen. Von 2016 bis 2020 übernahm er in den ersten sieben Folgen der ARD-Reihe Der Kroatien-Krimi die Rolle des Piloten Kai Benning. Seit 2018 spielt er an der Seite von Philipp Hochmair die Hauptrolle Nikolai Falk in der ARD/ORF-Krimireihe Blind ermittelt.
Während des Corona-Lockdowns 2020 entwickelte Andreas Guenther mit dem Radiomoderator Kristian Thees den SWR3-Podcast „Große Klappe – Aus dem Leben eines Schauspielers“. Der Podcast ist seit Februar 2021 online.

## Filmografie

### Filme
- 1996: Charley’s Tante
- 1998: Martin – Das erste Mal (Kurzfilm)
- 1999: Zum Sterben schön
- 2000: Anatomie
- 2000: Der Briefbomber
- 2001: Die Wannseekonferenz (Conspiracy)
- 2001: 100 Pro
- 2001: Die Männer Ihrer Majestät (All the Queen's Men)
- 2002: Liveschaltung (Kurzfilm)
- 2002: Wenn zwei sich trauen
- 2002: Sektion – Die Sprache der Toten
- 2003: Eiskalte Freunde
- 2003: Gott ist tot
- 2003: Alltag
- 2003: Baltic Storm
- 2003: Schwer verknallt
- 2005: Die Hitlerkantate
- 2006: Schöner Leben
- 2006: Dresden
- 2006: Eine Frage des Gewissens
- 2006: FC Venus – Angriff ist die beste Verteidigung
- 2007: Birnbaum (Kurzfilm)
- 2007: Kahlschlag
- 2007: Mein Mörder kommt zurück
- 2008: Willkommen zu Hause
- 2009: Vorzimmer zur Hölle
- 2009: Zweiohrküken
- 2010: Die Wanderhure
- 2011: Vorzimmer zur Hölle – Streng geheim!
- 2013: Vorzimmer zur Hölle – Plötzlich Boss
- 2013: Großstadtklein
- 2013: Erste Liga (Kurzfilm)
- 2014: … und dann kam Wanda
- 2014: Götz von Berlichingen
- 2015: Eins ist nicht von dir
- 2015: Tod auf der Insel
- 2016: Familie! (Zweiteiler)
- 2018: Opa wird Papa
- 2020: Papa auf Wolke 7
- 2023: Unschuldig – Der Fall Julia B. (Zweiteiler)

### Fernsehserien und -reihen
- 1993: Evelyn Hamanns Geschichten aus dem Leben (Folge: Der Anhalter)
- 2000: Jenny Berlin – Tod am Meer (Fernsehreihe)
- 2000: Der Fahnder (Folge 10×05: Kennedy)
- 2001: Alphateam – Die Lebensretter im OP (Folge 6×18: Versteckspiele)
- 2002: Tatort: Todesfahrt (Fernsehreihe)
- 2002: Um Himmels Willen (Folge 1×08: Gelegenheit macht Diebe)
- 2002: Im Namen des Gesetzes (Folge 7×08: Die Schande)
- 2003: Wolffs Revier (Folge 12×03: Blind Date)
- 2005–2016: Alarm für Cobra 11 – Die Autobahnpolizei (verschiedene Rollen, 4 Folgen)
- 2005: Mit Herz und Handschellen (Folge 2×09: 50 Stunden Eiszeit)
- 2005: SOKO Köln (Folge 2×07: Wort und Totschlag)
- 2005: Alarm für Cobra 11 – Einsatz für Team 2 (Folge 2×01: Zahltag)
- 2006–2009: SOKO Kitzbühel (verschiedene Rollen, 2 Folgen)
- 2006: SK Kölsch (Folge 7×09: Dunkle Geschäfte)
- 2006: Donna Leon – Endstation Venedig (Fernsehreihe)
- 2006: Angie (Folge 1×02: Mutterkomplex)
- 2007: Ein starkes Team: Unter Wölfen (Fernsehreihe)
- 2007: Der Dicke (Folge 2×07: Getrennte Wege)
- 2008: Mord in bester Gesellschaft: Der Tote im Elchwald (Fernsehreihe)
- 2008–2016: Ein Fall für zwei (verschiedene Rollen, 2 Folgen)
- 2008–2020: Der Bergdoktor (verschiedene Rollen, 4 Folgen)
- 2008–2021: Notruf Hafenkante (verschiedene Rollen, 2 Folgen)
- 2008: Die Gerichtsmedizinerin (Folge 2×04: Über den Wolken)
- 2008: Tatort: Und Tschüss (Fernsehreihe)
- 2008: Polizeiruf 110: Taximord (Fernsehreihe)
- 2009: Das Duo: Wölfe und Lämmer (Fernsehreihe)
- seit 2010: Polizeiruf 110 (Fernsehreihe als Anton Pöschel) → siehe Episodenliste
  - 2010: Einer von uns
  - 2010: Aquarius
  - 2011: Feindbild
  - 2011: …und raus bist du!
  - 2012: Einer trage des anderen Last
  - 2012: Stillschweigen
  - 2013: Fischerkrieg
  - 2013: Zwischen den Welten
  - 2014: Liebeswahn
  - 2014: Familiensache
  - 2015: Sturm im Kopf
  - 2015: Wendemanöver (1 + 2)
  - 2016: Im Schatten
  - 2017: Angst heiligt die Mittel
  - 2017: Einer für alle, alle für Rostock
  - 2017: In Flammen
  - 2018: Für Janina
  - 2019: Kindeswohl
  - 2019: Dunkler Zwilling
  - 2020: Söhne Rostocks
  - 2020: Der Tag wird kommen
  - 2021: Sabine
  - 2022: Keiner von uns
  - 2022: Seine Familie kann man sich nicht aussuchen
  - 2022: Daniel A.
  - 2023: Nur Gespenster
  - 2024: Diebe
  - 2025: Böse geboren
- 2010: Der Kriminalist (Folge 5×01: Schatten der Vergangenheit)
- 2010: Lasko – Die Faust Gottes (Folge 2×04: Blackout)
- 2011: Countdown – Die Jagd beginnt (Folge 2×07: Entführt)
- 2011–2024: SOKO Stuttgart (verschiedene Rollen, 5 Folgen)
- 2012–2017: SOKO Wismar (verschiedene Rollen, 2 Folgen)
- 2012: Küstenwache (Folge 15×19: Das Vermächtnis des Kopernikus)
- 2012: Danni Lowinski (4 Folgen)
- 2012: Es kommt noch dicker (Folge 1×04: Der Tote)
- 2013: Der letzte Bulle (Folge 4×09: Spielchen spielen)
- 2013: Fluss des Lebens – Verloren am Amazonas (Fernsehreihe)
- 2013: Doc meets Dorf (Folge 1×03: Aufgeben ist was für Pussies)
- 2013–2024: Letzte Spur Berlin (verschiedene Rollen, 2 Folgen)
- 2014: Binny und der Geist (Folge 1×06: Bei crash cash)
- 2014: Tatort: Großer schwarzer Vogel (Fernsehreihe)
- 2015–2023: SOKO Leipzig (verschiedene Rollen, 5 Folgen)
- 2015: Heldt (Folge 3×06: Die Gang)
- 2015: In aller Freundschaft (Folge 18×13: Mit verdeckten Karten)
- 2015: Club der roten Bänder (7 Folgen)
- 2016: Der Staatsanwalt (Folge 11×06: Tödliche Fürsorge)
- 2016: Tatort: Auf einen Schlag (Fernsehreihe)
- 2016: Heiter bis tödlich: Akte Ex (Folge 3×08: Die letzten Tage)
- 2016: Dr. Klein (Folge 3×04: Getrennte Wege)
- 2016–2020: Der Kroatien-Krimi (Fernsehreihe)
  - 2016: Der Teufel von Split
  - 2016: Tod einer Legende
  - 2018: Mord auf Vis
  - 2018: Messer am Hals
  - 2019: Der Mädchenmörder von Krac
  - 2019: Der Henker
  - 2020: Tote Mädchen
- 2017: Unter Verdacht: Die Guten und die Bösen (Fernsehreihe)
- seit 2018: Blind ermittelt (Fernsehreihe)
  - 2018: Die toten Mädchen von Wien
  - 2019: Blutsbande (Alternativtitel: Die verlorenen Seelen von Wien)
  - 2019: Das Haus der Lügen (Alternativtitel: Der Feuerteufel von Wien)
  - 2020: Zerstörte Träume (Alternativtitel: Tod im Fiaker)
  - 2021: Endstation Zentralfriedhof (Alternativtitel: Lebendig begraben)
  - 2022: Tod im Prater
  - 2022: Die nackte Kaiserin
  - 2023: Tod im Weinberg
  - 2023: Mord an der Donau
  - 2024: Tod im Kaffeehaus
  - 2024: Tod im Palais
- 2018: Die Inselärztin: Notfall im Paradies (Fernsehreihe)
- 2018: Friesland: Schmutzige Deals (Fernsehreihe)
- 2019: Die Klempnerin (Folge 1×09: Der Einzelne gehört dem Ganzen an)
- 2019: Lena Lorenz: Schatten und Licht (Fernsehreihe)
- 2021: Der Alte (Folge 50×04: Trügerische Liebe)